# Championnat de Bulgarie de football 2023-2024
Navigation
Édition précédente Édition suivante

La saison 2023-2024 du Championnat de Bulgarie de football est la 100e édition du championnat de première division en Bulgarie. Les seize meilleurs clubs du pays se retrouvent au sein d'une poule unique suivie d'une phase de barrages.
Les deux dernières équipes sont relégués directement en fin de saison, le 14e disputant les barrages de maintien/relégation contre le 3e de la deuxième division.
Le Ludogorets Razgrad, tenant du titre, remporte son 13e titre consécutif.

## Participants
- PFK Ludogorets Razgrad
- PFK CSKA Sofia
- Tcherno More Varna
- PFK Lokomotiv Plovdiv
- PFK Levski Sofia
- PFK Botev Plovdiv*
- FK CSKA 1948 Sofia
- FK Arda Kardjali
- PFK Slavia Sofia
- PFK Beroe Stara Zagora
- Pirin Blagoevgrad
- FC Hebar Pazardjik
- Lokomotiv Sofia
- OFK Botev Vratsa
- SFK Etar Veliko Tarnovo - promu de D2
- FC Krumovgrad - promu de D2

## Règlement
Le barème utilisé pour établir le classement est le suivant : une victoire vaut trois points, le match nul un, la défaite ne rapporte aucun point.
Pour départager les équipes, les critères suivants sont utilisés:
1. Résultats lors des confrontations directes (dans l'ordre : nombre de points, différence de buts, buts marqués, buts marqués à l'extérieur (ce dernier cas n'est appliqué que si seulement deux équipes sont à égalité))
2. Différence de buts générale
3. Nombre de buts marqués
4. Classement au fair-play (nombre de cartons obtenus au cours de la saison)
5. Tirage au sort

## Phase régulière

### Classement
| Rang | Équipe                    | Pts | J  | G  | N  | P  | Bp | Bc | Diff |
| ---- | ------------------------- | --- | -- | -- | -- | -- | -- | -- | ---- |
| 1    | PFK Ludogorets Razgrad T  | 75  | 30 | 24 | 3  | 3  | 78 | 15 | +63  |
| 2    | PFK CSKA Sofia            | 63  | 30 | 19 | 6  | 5  | 50 | 19 | +31  |
| 3    | Tcherno More Varna        | 62  | 30 | 18 | 8  | 4  | 47 | 25 | +22  |
| 4    | PFK Lokomotiv Plovdiv     | 55  | 30 | 16 | 7  | 7  | 50 | 34 | +16  |
| 5    | PFK Levski Sofia          | 54  | 30 | 16 | 6  | 8  | 45 | 26 | +19  |
| 6    | FC Krumovgrad P           | 44  | 30 | 12 | 8  | 10 | 35 | 35 | 0    |
| 7    | PFK Botev Plovdiv         | 44  | 30 | 12 | 8  | 10 | 47 | 33 | +14  |
| 8    | FK CSKA 1948 Sofia        | 43  | 30 | 11 | 10 | 9  | 30 | 26 | +4   |
| 9    | FK Arda Kardjali          | 39  | 30 | 11 | 6  | 13 | 32 | 32 | 0    |
| 10   | PFK Slavia Sofia          | 33  | 30 | 9  | 6  | 15 | 28 | 45 | -17  |
| 11   | PFK Beroe Stara Zagora    | 33  | 30 | 9  | 6  | 15 | 24 | 42 | -18  |
| 12   | Pirin Blagoevgrad         | 30  | 30 | 7  | 9  | 14 | 23 | 41 | -18  |
| 13   | FC Hebar Pazardjik        | 30  | 30 | 8  | 6  | 16 | 32 | 44 | -12  |
| 14   | Lokomotiv Sofia           | 28  | 30 | 8  | 4  | 18 | 22 | 56 | -34  |
| 15   | OFK Botev Vratsa          | 22  | 30 | 6  | 4  | 20 | 22 | 53 | -31  |
| 16   | SFK Etar Veliko Tarnovo P | 14  | 30 | 3  | 5  | 22 | 17 | 56 | -39  |

Qualifications
- 1re au 6e : Groupe championnat
- 7e au 10e : barrages de Ligue Conférence
- 11e au 16e : Groupe relégation

Abréviations

## Groupe championnat
Les points et buts marqués lors de la phase championnat sont retenus en totalité. À l'issue de cette phase, le premier au classement remporte le championnat et se qualifie pour le premier tour de qualification de la Ligue des champions 2024-2025, le deuxième se qualifie pour le deuxième tour de qualification de la Ligue Conférence 2024-2025, et le troisième se qualifie pour un match d'appui face au vainqueur des barrages européens. Si le vainqueur de la Coupe de Bulgarie termine dans les trois premières places, la place de barrage est laissée au quatrième du championnat.

### Classement
| Rang | Équipe                   | Pts | J  | G  | N  | P  | Bp | Bc | Diff |
| ---- | ------------------------ | --- | -- | -- | -- | -- | -- | -- | ---- |
| 1    | PFK Ludogorets Razgrad T | 82  | 35 | 26 | 4  | 5  | 87 | 24 | +63  |
| 2    | Tcherno More Varna       | 75  | 35 | 22 | 9  | 4  | 56 | 26 | +30  |
| 3    | PFK CSKA Sofia           | 67  | 35 | 20 | 7  | 8  | 56 | 27 | +29  |
| 4    | PFK Levski Sofia         | 64  | 35 | 19 | 7  | 9  | 50 | 30 | +20  |
| 5    | PFK Lokomotiv Plovdiv    | 58  | 35 | 17 | 7  | 11 | 53 | 44 | +9   |
| 6    | FC Krumovgrad P          | 49  | 35 | 13 | 10 | 12 | 45 | 45 | 0    |

Qualifications européennes
Ligue des champions 2024-2025
- 1er : 1er tour de qualification

Ligue Conférence 2024-2025
- 2e : deuxième tour de qualification
- 3e : barrages européens

Abréviations

## Barrages de Ligue Conférence
Les points et buts marqués lors de la phase championnat sont retenus en totalité. À l'issue de cette phase en matchs aller et retour, le premier au classement se qualifie pour un match d'appui face au 3e des barrages de championnat.

### Classement
| Rang | Équipe              | Pts | J  | G  | N  | P  | Bp | Bc | Diff |
| ---- | ------------------- | --- | -- | -- | -- | -- | -- | -- | ---- |
| 7    | FK CSKA 1948 Sofia  | 52  | 36 | 13 | 13 | 10 | 35 | 30 | +5   |
| 8    | FK Arda Kardjali    | 51  | 36 | 14 | 9  | 13 | 39 | 35 | +4   |
| 9    | PFK Botev Plovdiv C | 45  | 36 | 12 | 9  | 15 | 50 | 42 | +8   |
| 10   | PFK Slavia Sofia    | 43  | 36 | 12 | 7  | 17 | 35 | 51 | -16  |

Ligue Europa 2024-2025
- C : 1er tour de qualification

Ligue Conférence 2024-2025
- 7e : barrages européens

Abréviations
C : Vainqueur de la Coupe de Bulgarie 2023-2024

### Barrage final européen
| Équipe 1           | Résultat | Équipe 2       |
| ------------------ | -------- | -------------- |
| FK CSKA 1948 Sofia | 2 - 0    | PFK CSKA Sofia |

Légende des couleurs
- Qualification pour le deuxième tour de qualification de la Ligue Conférence 2024-2025.

## Barrages de relégation
Les points et buts marqués lors de la phase championnat sont retenus en totalité. À l'issue de cette phase en match simple, les deux derniers sont relégués en deuxième division tandis que le 14e se qualifie pour un match d'appui face au 3e de deuxième division.

### Classement
| Rang | Équipe                    | Pts | J  | G  | N  | P  | Bp | Bc | Diff |
| ---- | ------------------------- | --- | -- | -- | -- | -- | -- | -- | ---- |
| 11   | PFK Beroe Stara Zagora    | 42  | 35 | 12 | 6  | 17 | 30 | 46 | -16  |
| 12   | Lokomotiv Sofia           | 39  | 35 | 11 | 6  | 18 | 30 | 58 | -28  |
| 13   | FC Hebar Pazardjik        | 34  | 35 | 9  | 7  | 19 | 35 | 49 | -14  |
| 14   | OFK Botev Vratsa          | 33  | 35 | 9  | 6  | 20 | 28 | 56 | -28  |
| 15   | Pirin Blagoevgrad         | 32  | 35 | 7  | 11 | 17 | 26 | 48 | -22  |
| 16   | SFK Etar Veliko Tarnovo P | 17  | 35 | 3  | 8  | 24 | 22 | 66 | -44  |

Relégation en deuxième division
- 14e : barrages de relégation
- 15e et 16e : relégation

Abréviations

### Barrage final de relégation
| Équipe 1              | Résultat     | Équipe 2            |
| --------------------- | ------------ | ------------------- |
| OFK Botev Vratsa (D1) | 1-1 t. a. b. | Marek Dupnitsa (D2) |

Légende des couleurs
- Maintien en première division.
- Maintien en deuxième division.

## Bilan de la saison
| Championnat de Bulgarie de football 2023-2024 |                                    |
| Champion                                      | PFK Ludogorets Razgrad (13e titre) |
| Dauphin                                       | Tcherno More Varna                 |
| Coupes et trophées                            |                                    |
| Vainqueur de la Coupe de Bulgarie 2023-2024   | PFK Botev Plovdiv                  |
| Vainqueur de la Supercoupe de Bulgarie 2023   | PFK Ludogorets Razgrad             |
| Qualifications continentales                  |                                    |
| Ligue des champions 2024-2025                 | PFK Ludogorets Razgrad             |
| Ligue Europa 2024-2025                        | PFK Botev Plovdiv                  |
| Ligue Conférence 2024-2025                    | Tcherno More Varna                 |
| Ligue Conférence 2024-2025                    | FK CSKA 1948 Sofia                 |
| Promotions et relégations                     |                                    |
| Promus en première division                   | FK Spartak Varna                   |
| Promus en première division                   | Septemvri Sofia                    |
| Relégués en deuxième division                 | PFK Etar 1924                      |
| Relégués en deuxième division                 | Pirin Blagoevgrad                  |